# The War Lord
The War Lord is een Amerikaanse dramafilm uit 1965 onder regie van Franklin J. Schaffner.

## Verhaal
Ridder Chrysagon is de aanvoerder van een groep Normandische krijgers, die een Vlaams kustdorp moet beschermen tegen aanvallen van de Friezen. Hij laat al gauw zijn oog vallen op Bronwyn, de dochter van het dorpshoofd.

## Rolverdeling
| Acteur           | Personage    |
| ---------------- | ------------ |
| Charlton Heston  | Chrysagon    |
| Richard Boone    | Bors         |
| Rosemary Forsyth | Bronwyn      |
| Maurice Evans    | Priester     |
| Guy Stockwell    | Draco        |
| Niall MacGinnis  | Odins        |
| James Farentino  | Marc         |
| Henry Wilcoxon   | Friese prins |
| Sammy Ross       | Volc         |
| Woodrow Parfrey  | Piet         |
| John Alderson    | Holbracht    |
| Allen Jaffe      | Tybald       |
| Michael Conrad   | Rainault     |
| Dal Jenkins      | Dirck        |
| Johnny Jensen    | Jonge prins  |